# Union & Peace Model United Nations
Union & Peace es un Modelo de Naciones Unidas que tiene lugar en la Escuela John F Kennedy de Querétaro todos los años. La simulación es un evento organizado completamente por estudiantes de High School (grados 6-12), en el cual los estudiantes tienen la oportunidad de enfrentarse a los problemas y responsabilidades que se presentan al estar en posiciones de liderazgo, esto con el fin de desarrollar las habilidades y talentos de cada individuo para así ser los futuros líderes del mundo. Todos los estudiantes involucrados en este proyecto adquieren conocimiento en áreas como investigación, escritura, hablar en público, debates y trabajo en equipo- por mencionar algunos.
El objetivo principal de dicho proyecto es unir a la juventud del mundo -como los futuros líderes de nuestra sociedad- pero especialmente de México con el fin de encontrar nuevas y creativas soluciones para los problemas que enfrentamos en el mundo de hoy. 

## Historia
En 1993 la escuela John F. Kennedy llevó a cabo el primer evento interno MUN, que fue organizado por alumnos y maestros de la sección de secundaria. En los año siguientes el evento también se empezó a llevar a cabo en High School, hasta que el programa fue descontinuado hasta 2006. En 2008, hubo una iniciativa presentada por un profesor de Highschool Toby Williams, de crear un evento en el que la participación no estuviera limitada a los estudiantes de la escuela. Se lanzó la convocatoria, y se logró llevar a cabo la primera edición de UNION & PEACE donde participaron tres escuelas locales. En 2016, el evento de UNION & PEACE fue registrado como un evento ASOMEX, lo que incrementó la participación de las escuelas que pertenecen a esta asociación. 
En 2018 se llevó a cabo la 10.ª edición de Union and Peace, a la que asistieron más de 500 participantes. En 2020, se llevó a cabo la primera edición de Union and Peace virtual, lo permitió la participación de delegados internacionales. Actualmente, la escuela John F. Kennedy es anfitriona a uno de los eventos más reconocidos de MUN en toda la república Mexicana.

## Organización
En 2010, se presentó una nueva estructura organizacional con el fin de asegurar la ejecución correcta del evento:
- Secretario General
- Subsecretario General
- Secretario de Hospitalidad
- Secretario de Comunicación
- Secretario de Finanzas
- Secretario de Tecnología
- Secretario de Logística

Para 2019, se agregaron posiciones con el objetivo de que la persona encargada tuviera un rol mucho más enfocado y el evento tuviera mejoras. 
- Secretario general
- Director general
- Secretario de Hospitalidad
- Secretario de Comunicación
- Secretario de Negocios
- Secretario de Tecnología y Finanzas
- Secretario de Filantropía
- Secretario de Registro
- Secretario de Comités
- Secretario de Producción y Diseño